# خمش (نساجی)

## مقاومت خمشی
یکی از ساده‌ترین راه‌ها برای پی بردن به خصوصیات پارچه، زیردست آن است برای بررسی زیر دست یک سری پارامترهای فیزیکی تعریف می‌شود که یکی از آن‌ها سختی خمش یا همان مقاومت خمشی است. سختی خمش عبارت است از گشتاور لازم برای خم کردن لیفی قوسی به شعاع واحد. مقاومت خمشی تا حدودی مشخص‌کننده خواص آویزشی پارچه است. اندازه‌گیری سختی خمش برای کاربردهای مختلف پارچه بسیار مهم است. برای اندازه‌گیری سختی خمش از طول استفاده می‌کنیم. یعنی در طول مشخص می‌بینیم که پارچه در حدود چه اندازه‌ای خم می‌شود. غالباً مقاومت خمشی در جهت تار و جهت پود باهم تفاوت دارند. از عوامل مؤثر در سختی خمش می‌توان به چند نمونه اشاره کرد. وزن پارچه در سختی خمش تاًثیرگذار است. اگر هرچه پارچه سنگین تر باشد، مقاومت خمشی پارچه بالاتر است و در طول بالاتری خم می‌شود. تراکم پارچه نیز از عومل مؤثر به حساب می‌آید. هرچه تراکم بالا رود، پارچه سنگین تر و مقاومت خمش بالاتر می‌رود. نمره نخ نیز یکی از عوامل مهم در بررسی مقاومت خمشی به‌شمار می‌آید. نمره نخ میزان ظرافت و ضخامت نخ را مشخص می‌کند و با توجه ظرافت و ضخامت نخ، سبکی و سنگینی پارچه مشخص می‌شود که با توجه به این موضوع سختی خمش اندازه‌گیری می‌شود. تاب نخ نیز می‌تواند در میزان سختی تاًثیر داشته باشد از آن جهت که هرچه تاب نخ بیشتر باشد البته تا یک حد مشخص، پارچه از استحکام بالاتری برخوردار است و استحکام خود باعث می‌شود سختی خمش بالا رود.

## طول خمش
نیمی از طول پارچه است که در اثر وزن خودش خم می‌شود و آن را با C نشان می‌دهند.

## مدول خمش
این مقدار مستقل از ابعاد نمونه می‌باشد و به آن سختی ذاتی یا Intrinsic stiffness گویند. این مقدار برای هر لیف مقدار مربوط به آن لیف می‌باشد مانند مدول یانگ، یعنی مقاومت در برابر تغییر شکل که در اثر نیروی وارده ایجاد می‌شود.